# Mickey Neher
 Mickey Neher  (Wuppertal, 1966) is een  Duitse jazzdrummer en jazzzanger die vooral bekend werd met de bands Monkey Party en Spardosen-Terzett.
Mickey Neher studeerde jazz aan de Folkwang Hochschule, Essen.

## Discografie
- Welcome, Live-CD met Monkey Party, 1995
- Wake up, Live-CD met Monkey Party, 1996
- Volume Dry , Live-CD met Monkey Party, 1997
- Für immer 2000, met Spardosen-Terzett en Wiglaf Droste, 2000
- Watchtower, met Monkey Party, 2005
- Neues aus Vogelheim, met Spardosen-Terzett (Label Roofmusic, 2006)
- Seit Du da bist auf der Welt, met Spardosen-Terzett (Kein & Aber Records, 2008)
- 5 LIVE in the kitchen, CD en Vinyl met 5 Live (Moritz Fuhrhop, Henrik Freischlader, Tommy Schneller, Mickey Neher, Olli Gee);